# Austro-Daimler Panzerwagen
De Austro-Daimler Panzerwagen (Panzerkraftwagen) was een Oostenrijks-Hongaars pantservoertuig van voor de Eerste Wereldoorlog. De Panzerwagen staat bekend als het eerste pantservoertuig met 'moderne kenmerken'. Het voertuig werd ontwikkeld door de firma Austro-Daimler. Er is één voertuig gebouwd dat later nog gewijzigd is. Doordat de Duitse en Oostenrijks-Hongaarse legers geen interesse toonden werd het voertuig gesloopt.

## Ontwikkeling
Tussen 1899 en 1902 werd in Engeland, naar een ontwerp van F.R. Simms, de eerste pantserwagen gebouwd. Het ontwerp was een ronde behuizing op een autochassis en had vrijwel geen overeenkomstige ontwerpaspecten met een modern pantservoertuig, maar het idee zou wel de basis vormen voor de ontwikkeling van de Austro-Daimler, die werd uitgevoerd door een team, met aan het hoofd Paul Daimler, de zoon van Gottlieb Daimler. Paul was hoofdingenieur van de Osterreichisches Daimler Motoren AG van 1902 tot 1905. Het bleek echter dat de tijd nog niet klaar was voor het ontwerp en de legerleiding had geen interesse in het concept. Het vertrouwen werd gelegd op de samenwerking tussen artillerie, cavalerie en infanterie. De interesse naar pantservoertuigen kwam later, tijdens de Balkanoorlog en aan het begin van de Grote Oorlog.
Het voertuig werd, in samenwerking met Hauptman Robert Wolf, gebouwd door de Austro-Daimler fabriek in Wenen. In 1905 werd het voertuig voor de eerste keer openbaar getoond op de Autosalon van Wenen. In datzelfde jaar werd het voertuig aan het Duitse leger getoond tijdens de Kaiser Manoeuvres, maar het leger had geen interesse. In 1906 werd het voertuig aan het Oostenrijks-Hongaarse leger getoond, maar hier vond het ontwerp ook geen doorgang. Tijdens deze manoeuvres kreeg het voertuig de bijnaam 'doodskist' vanwege de hoeveelheid lawaai die het produceerde. Door dit lawaai schrokken de paarden van keizer Franz Joseph en dit heeft er waarschijnlijk mede voor gezorgd dat het project geen doorgang vond. Het voertuig is waarschijnlijk in 1906 gesloopt.

## Ontwerp

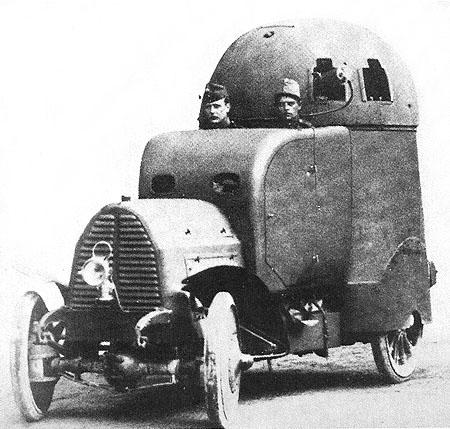
Het omgebouwde voertuig, met twee machinegeweren.

De Austro-Daimler had alle kenmerkende aspecten van een moderne pantserwagen, namelijk een volledig bepantserde romp en een volledig ronddraaiende toren waarin een machinegeweer was gemonteerd. Daarnaast had de Austro vierwielaandrijving, zodat het ook offroad mogelijkheden had. De bepantsering was over de gehele romp 3 tot 3,5 mm dik maar de koepelvormige toren had 4 mm pantser. Over het gehele voertuig was het pantser op de hoeken afgerond en bood voldoende bescherming tegen handwapens. De benzinemotor had vier cilinders, was watergekoeld en had een inhoud van 4,41 liter. Bij 1050 toeren per minuut leverde deze 35 pk. Door de krachtratio van 11,8 pk per ton kon de Austro lichte hellingen beklimmen. Het voertuig was waarschijnlijk geschilderd in een lichtgrijze tint, maar had geen herkenningstekens of -nummers.
Het gevechtscompartiment en bestuurderscompartiment waren niet van elkaar gescheiden. De bestuurder en cobestuurder zaten op stoelen die dertig centimeter in hoogte versteld konden worden. In gesloten toestand hadden de bestuurders slecht zicht door de twee voorwaartse ramen en in een niet-gevechtstoestand konden ze hoger gaan zitten, zodat ze over de rand van het pantser heen konden kijken en op die manier ook zicht aan beide zijden hadden. In de toren was plaats voor één man. Het eerste model dat gebouwd werd was bewapend met één Maxim watergekoeld machinegeweer en een gesloten toren. In 1904 of 1905 is de toren gewijzigd en kwam er plaats voor twee machinegeweren. Wel werd de achterzijde van de toren verwijderd. Waarschijnlijk omdat er in de toren geen plaats meer was voor de bemanning of vanwege overlast van rook. De Austro beschikte nog niet over communicatiemiddelen van enig soort. De luchtbanden hadden bladvering, voor betere rijprestaties.

## Film
De Austro-Daimler Panzerwagen heeft een rol gespeeld in een film van Sergio Leone: "A Fistful of Dynamite" (1971) tijdens een belangrijke actiescène.